# Centre de recherche en cancérologie de Marseille
 (juin 2015).
Si vous disposez d'ouvrages ou d'articles de référence ou si vous connaissez des sites web de qualité traitant du thème abordé ici, merci de compléter l'article en donnant les références utiles à sa vérifiabilité et en les liant à la section « Notes et références ».
Le Centre de recherche en cancérologie de Marseille (CRCM-UMR 1068 Inserm, UMR7258 CNRS, UM 105 Aix-Marseille Université) localisé sur le site de l’Institut Paoli-Calmettes, Centre régional de lutte contre le cancer, est structuré par une convention entre l’Inserm, le CNRS, l'Institut Paoli-Calmettes et Aix-Marseille Université.
Le CRCM regroupe plus de 450 personnes, chercheurs, ingénieurs et techniciens (Inserm et CNRS), enseignant-chercheurs, praticiens hospitaliers et personnels techniques hospitaliers, doctorants et post-doctorants avec une ambition forte de recherche d’excellence sur le cancer, du fondamental aux applications vers le patient. Vingt et une équipes de recherche Inserm concentrent leurs efforts sur l'étude des mécanismes moléculaires de l’oncogenèse, des relations tumeur-microenvironnement, de la réponse immunitaire anti-tumorale et sur l’identification de biomarqueurs et de cibles thérapeutiques innovantes. L’originalité du CRCM est de combiner de façon totalement intégrée la biologie la plus fondamentale à une recherche clinique innovante soutenue par un bureau d’études cliniques et un centre de thérapie cellulaire et génique responsable d’une biothèque-tumorothèque.
Le CRCM offre à ses équipes un large éventail de plateaux technologiques de pointe en particulier en génomique, imagerie cellulaire, cytométrie de flux, protéomique, bio-informatique et des laboratoires de confinement L2 et L3. Une animalerie du petit animal est également présente sur le site avec des capacités d’analyse par imagerie in vivo. Des collaborations privilégiées sont entretenues avec des laboratoires français et étrangers, des biotechs et industriels du médicament et du diagnostic. Le CRCM fait partie de l’IFR137 et du Cancéropôle PACA et est rattaché à l'école doctorale de l’université de la Méditerranée, il accueille chaque année des étudiants de niveau licence à doctorat, des chercheurs et ingénieurs, des post-doctorants de toutes nationalités.